# عروسک‌ها (نمایش تلویزیونی)
عروسک‌ها یک نمایش تلویزیونی (تله‌تئاتر) ایرانی به کارگردانی هنری جمشید اسماعیل‌خانی است که در سال ۱۳۶۴ تولید و از شبکه ۱ پخش شد.

## خلاصه داستان
به پیشنهاد پنتاگون در یک کارخانهٔ عروسک‌سازی، ۲۰ هزار بمب به‌صورت عروسک ساخته می‌شود که با کوک کردن، منفجر می‌شوند. قرار است این عروسک‌ها را وزارت جنگ آمریکا بر سر ویتنامی‌ها بریزد، اما در اثر یک اشتباه، این عروسک‌ها در فروشگاه‌های اسباب‌بازی فروشی در آمریکا توزیع می‌شود.
کلیه وقایع این تله‌تئاتر در پشت‌بام برجی بلند در نیویورک می‌گذرد.

## بازیگران و عوامل تولید

### بازیگران
- بهروز بقایی
- جمشید جهان‌زاده

### سایر عوامل تولید
- کارگردان تلویزیونی: مسعود فروتن
- نویسنده: محمد رحمانیان
- تهیه‌کننده: شهرزاد مهدوی
- تصویربرداران: یوسف دانش صدیق، محمدعلی خیاطان، نسرین آشتیانی
- نورپرداز: احمد بنده‌ای
- منشی صحنه: فریبا شهیدا
- صدابردار: جهانگیر میرشکاری
- محصول: شبکه ۱
- سال تولید: ۱۳۶۴